# Manuel Ortuño Cerdá-Cerdá
Manuel Ortuño Cerdá-Cerdá (Elx, 31 de gener de 1944) ha estat un polític valencià, diputat a les Corts Valencianes en la III, IV i V Legislatures.

## Biografia
Va estudiar en l'Institut Laboral d'Elx i es llicencià en dret per lliure a la Universitat de Granada. Després va treballar com a cap de vendes de Damel i com a oficial de Justícia a Elx fins que en 1970 començà a treballar com a advocat. També fou directiu dels Premis Café Marfil.
El 1974 va militar al Partido Socialdemócrata de José Ramón Lasuén Sancho, que es va coaligar amb Alianza Popular, de la que en fou secretari a Alacant el 1976 i president el 1982. El 1986 fou destituït temporalment pel seu enfrontament amb Juan Antonio Montesinos García. També ha estat president de la Federació Espanyola de Juntes de Participació Veïnals, vicepresident d'Acció Ciutadana i directiu de la Comunitat de Pagesos i Ramaders.
A les eleccions municipals espanyoles de 1987 fou candidat d'Alianza Popular a l'alcaldia d'Elx, i fins a 1995 fou regidor i diputat provincial. Fou elegit diputat a les eleccions a les Corts Valencianes de 1991, 1995 i 1999. Durant el seu mandat exercí la presidència de la Comissió especial per a l'estudi dels programes de cooperació i solidaritat amb el tercer món (1995-1999).
En desembre de 2002 va dimitir quan fou nomenat subdelegat del Consell a Elx. Tanmateix, en 2004 fou condemnat a una multa per insults a la diputada al Congrés Enriqueta Seller en una assemblea local del PP i fou destituït el 8 de juliol de 2005. A les eleccions municipals espanyoles de 2003 i 2007 fou novament candidat del PP a l'alcaldia d'Elx.